# Première STD2A
Pour des articles plus généraux, voir STD2A et Classe de première française.
En France, la classe de Première STD2A est la deuxième et avant-dernière année du lycée, qui prépare au baccalauréat lorsque l’élève a choisi le Baccalauréat STD2A.
La série STD2A est une des huit « séries » technologiques préparant au Baccalauréat technologique, avec la Première STI2D, la Première STL, la Première ST2S, la Première STMG, la Première S2TMD, la Première STHR et la Première STAV.
Le baccalauréat donne accès aux études supérieures, notamment technologiques : BTS, DUT, et après à une Licence professionnelle.

La Première littéraire dans les études secondaires en France

À partir de la rentrée 2011, pour la première et 2012 pour la terminale, cette classe de première technologique appartient à la série STD2A qui était jusque-là la spécialité AA (arts appliqués), dont la dernière session d’examen est fixée en 2012 de la série STI. La classe de première STD2A est accessible après la seconde générale et technologique. L’année suivante l’élève passe en terminale STD2A.
A la rentrée 2019, le baccalauréat STD2A change un peu à la suite de la grande réforme du baccalauréat général et technologique et réforme du lycée.
La STD2A permet d’acquérir une culture du design autour de quatre pôles :
- arts, techniques et civilisations
- démarche créative
- pratiques en arts visuels
- technologies

## Matières enseignées (depuis 2019)
| Enseignements communs                                                       | Enseignements communs          |
| --------------------------------------------------------------------------- | ------------------------------ |
| Français                                                                    | 3 heures                       |
| Histoire-géographie                                                         | 1 heure 30                     |
| Enseignement moral et civique                                               | 18 heures annuelles            |
| Langues vivantes A et B + Enseignement technologique en langue vivante A a) | 4 heures (dont 1 heure d'ETLV) |
| Éducation physique et sportive                                              | 2 heures                       |
| Mathématiques                                                               | 3 heures                       |
|                                                                             |                                |
| Accompagnement personnalisé b)                                              |                                |
| Accompagnement au choix de l'orientation c)                                 |                                |
| Heures de vie de classe                                                     |                                |
|                                                                             |                                |
| Enseignements de spécialité                                                 |                                |
| Physique-chimie                                                             | 2 heures                       |
| Outils et langages numériques                                               | 2 heures                       |
| Design et métiers d'art                                                     | 14 heures                      |
| Enseignements optionnels : 2 au plus parmi                                  |                                |
| Arts d)                                                                     | 3 heures                       |
| Éducation physique et sportive                                              | 3 heures                       |
| Langue des signes française                                                 | 3 heures                       |
| Atelier artistique                                                          | 72 heures annuelles            |

a) La langue vivante A est étrangère. La langue vivante B peut être étrangère ou régionale. L'horaire élève correspond à une enveloppe globalisée pour ces deux langues vivantes. A l'enseignement d'une langue vivante peut s'ajouter une heure avec un assistant de langue. L'enseignement technologique en langue vivante A est pris en charge conjointement par un enseignant d'une discipline technologique et un enseignant de langue vivante.
b) Volume horaire déterminé selon les besoins de l'élève.
c) 54 heures, à titre indicatif, selon les besoins des élèves et les modalités de l'accompagnement à l'orientation mises en place dans l'établissement.
d) Au choix parmi : arts plastiques ou cinéma-audiovisuel ou danse ou histoire des arts ou musique ou théâtre.

## Évaluation dans le cadre du baccalauréat (depuis 2019)

### Épreuves terminales anticipées de français
A la fin de l'année de première, les élèves passent les épreuves terminales anticipées de français. Il s'agit d'une épreuve écrite de 4 heures (coefficient 5) et d'une épreuve orale de 20 minutes, précédée de 30 minute de préparation (également coefficient 5).

### Évaluations communes
Au cours de l'année de première, les élèves passent deux séries d'évaluations communes (EC), qui constituent une partie de la note finale du baccalauréat. Une première série a lieu au deuxième trimestre tandis qu'une seconde a lieu au troisième trimestre.
| Épreuve             | EC no 1 (2e trimestre)          | EC no 2 (3e trimestre)          |
| ------------------- | ------------------------------- | ------------------------------- |
| Histoire-géographie | Évaluation écrite de 2 heures   | Évaluation écrite de 2 heures   |
| Langue vivante A    | Évaluation écrite de 20 minutes | Évaluation écrite de 1 heure 30 |
| Langue vivante B    | Évaluation écrite de 20 minutes | Évaluation écrite de 1 heure 30 |
| Mathématiques       | Évaluation écrite de 2 heures   | Évaluation écrite de 2 heures   |
| Physique-chimie     | Pas d'épreuve                   | Évaluation écrite de 2 heures   |

### Évaluation chiffrée des résultats de l'élève
Au cours de la classe de première, les moyennes trimestrielles ou semestrielles obtenues comptent pour un coefficient 5 dans la note finale du baccalauréat.

## Matières enseignées (jusqu'à l'année 2018-2019)

### Enseignements généraux communs
Le programme est composé d’un tronc commun comportant les matières suivantes :
| Enseignement                   | Horaire hebdomadaire de l’élève |
| ------------------------------ | ------------------------------- |
| Mathématiques                  | 3                               |
| Physique-Chimie                | 3                               |
| Français                       | 3                               |
| Histoire-Géographie            | 2                               |
| Langue vivante 1 et 2          | 3                               |
| Éducation physique et sportive | 2                               |

### Enseignements technologiques
| Enseignement                                 | Horaire hebdomadaire de l’élève |
| -------------------------------------------- | ------------------------------- |
| Design et arts appliqués                     | 13                              |
| Enseignements technologiques transversaux    | 7                               |
| Design et arts appliqués en langue vivante 1 | 1                               |

### Accompagnement personnalisé
| Enseignement                                                                                             | Horaire hebdomadaire de l’élève |
| --- | ------------------------------- |
| Aide personnalisée, approfondissement, autonomie, acquisition de méthodes, aide à l’orientation, soutien | 2                               |

## Sources
1. ↑  http://cache.media.education.gouv.fr/file/2014/19/2/DEPP_NI_2014_06_resultats_definitifs_session_2013_baccalaureat_306192.pdf
2. ↑  La voie technologique : huit séries - Ministère de l'Éducation nationale
3. ↑  « Bac STD2A : Lycée d'Art, Lycée dessin », sur Lycée Saint Géraud (consulté le 16 juin 2023).
4. ↑  http://designetartsappliques.fr/content/baccalaur%C3%A9-technologique-s%C3%A9rie-sciences-et-technologies-du-design-et-des-arts-appliqu%C3%A9s-std2
5. ↑  Arrêté du 16 juillet 2018 portant organisation et volumes horaires des enseignements des classes de première et terminale des lycées sanctionnés par le baccalauréat technologique, séries « sciences et technologies de la santé et du social (ST2S) », « sciences et technologies de laboratoire (STL) » « sciences et technologies du design et des arts appliqués (STD2A) », « sciences et technologies de l'industrie et du développement durable (STI2D) », « sciences et technologies du management et de la gestion (STMG) », « sciences et technologies de l'hôtellerie et de la restauration (STHR) » (lire en ligne)
6. ↑  Horaires de la série STD2A, sur le site Éduscol